# Emotionale Intelligenz
Emotionale Intelligenz ist ein von John D. Mayer (University of New Hampshire) und Peter Salovey (Yale University) im Jahr 1990 eingeführter Terminus. Er beschreibt die Fähigkeit, eigene und fremde Gefühle (korrekt) wahrzunehmen, zu verstehen und zu beeinflussen. Das Begriff (und das Konzept) werden in der wissenschaftlichen Psychologie kontrovers diskutiert. Auf Grund fehlender Überschneidungen zum Intelligenzbegriff und der Heterogenität der mit dem Begriff beschriebenen Fähigkeiten, wird deswegen in der Wissenschaft meist von "Emotionalen Kompetenzen" gesprochen.
Das Konzept der emotionalen Intelligenz beruht auf der Theorie der multiplen Intelligenzen von Howard Gardner, deren Kerngedanke bereits von Edward Lee Thorndike und David Wechsler als „soziale Intelligenz“ bezeichnet wurde. Diesen verdeutlichte Thorndike 1920 mit einem Beispiel, wonach der (fachlich) beste Mechaniker als Vorarbeiter scheitern wird, wenn es ihm an sozialer Intelligenz fehlt. Das Thema „emotionale Intelligenz“ ist somit auch ein Beitrag zur Diskussion der Frage nach dem Erfolg im Leben und Beruf.
Zu dessen Popularisierung hat insbesondere der US-amerikanische Psychologe und Wissenschaftsjournalist Daniel Goleman mit seinem Buch EQ. Emotionale Intelligenz (1995) beigetragen.

## Definitionen
Manche Autoren stellen die emotionale Intelligenz als Gegensatz zum klassischen Intelligenzbegriff dar. Tatsächlich geht es um die Erweiterung der klassischen Vorstellung von Intelligenz, in der lediglich kognitive und rein akademische Fähigkeiten als Voraussetzung für den Erfolg im Leben betrachtet werden.
Daniel Goleman definiert den Begriff emotionale Intelligenz in Anlehnung an Salovey und Gardner durch die folgenden Fähigkeiten:
Die eigenen Emotionen kennen
Die eigenen Emotionen erkennen und akzeptieren, während sie auftreten. Diese Fähigkeit ist entscheidend für das Verstehen des eigenen Verhaltens und der eigenen Antriebe. (Hintergrund: Viele Menschen fühlen sich gegenüber ihren Gefühlen ausgeliefert, lehnen sie ab und bekämpfen oder vermeiden sie – statt sich der Tatsache bewusst zu sein, dass man Emotionen aktiv steuern kann.)
Emotionen beeinflussen
Gefühle so handhaben, dass sie der Situation angemessen sind (statt zu dramatisieren oder zu verharmlosen). Dazu gehört die Fähigkeit, sich selbst zu beruhigen und Gefühle der Angst, Gereiztheit, Enttäuschung oder Kränkung abzuschwächen und positive Gefühle zu verstärken. Dies hilft bei der Überwindung von Rückschlägen oder belastenden Situationen.
Emotionen in die Tat umsetzen
Emotionen so beeinflussen, dass sie bei der Erreichung von Zielen helfen. Dies ist der Kern der Selbstmotivation und fördert die Kreativität sowie die Häufigkeit von Erfolgserlebnissen. Dazu gehört auch, dass jemand in der Lage ist, kurzfristige (emotionale) Vorteile und Verlockungen hinauszuschieben (Belohnungsaufschub) und impulsive Reaktionen zu unterdrücken. Diese längerfristige Perspektive ist die Grundlage jeglichen Erfolges. In späteren Arbeiten ordnete Goleman diesen antriebs- und motivationsbezogenen Aspekt der oben genannten Fähigkeit Emotionen zu beeinflussen zu.
Empathie
Dies ist die Grundlage aller Menschenkenntnis und das Fundament zwischenmenschlicher Beziehungen. Ein Mensch, der erkennt, was andere fühlen, kann viel früher die oftmals versteckten Signale im Verhalten anderer erkennen und herausfinden, was sie brauchen oder wollen. Allerdings weist Goleman selbst in anderen Texten darauf hin, dass zugleich auch erkennbar wird, wie sie negativ beeinflussbar sind (leadership ability). Empathie ist also eine wertneutrale Fähigkeit – sie kann individuell positiv oder auch negativ empfundene Wirkung haben.
Umgang mit Beziehungen
Die Fähigkeit der erfolgreichen Gestaltung von Beziehungen besteht im Wesentlichen im Umgang mit den Gefühlen anderer Menschen. Sie ist Grundlage für eine reibungslose Zusammenarbeit in nahezu allen beruflichen Umfeldern. Sie ist Voraussetzung für Beliebtheit, Wertschätzung und Integration in eine Gemeinschaft, andererseits aber auch für leadership ability (Goleman); eine Fähigkeit, die positiv wirken, jedoch auch der Manipulation dienen kann.
Zur Operationalisierung und Messung der emotionalen Intelligenz in einem Test haben Salovey und Mayer dieses Konzept in vier Bereiche gegliedert:
- Wahrnehmung von Emotionen
- Nutzung von Emotionen
- Verstehen von Emotionen
- Beeinflussung von Emotionen

Der erste Bereich Wahrnehmung von Emotionen umfasst die Fähigkeit, Emotionen in Mimik, Gestik, Körperhaltung und Stimme anderer Personen wahrzunehmen. Der zweite Bereich der Nutzung von Emotionen zur Unterstützung umfasst Wissen über die Zusammenhänge zwischen (eigenen und fremden) Emotionen und Gedanken, welches z. B. zum Problemlösen eingesetzt wird. Das Verstehen von Emotionen spiegelt die Fähigkeit wider, Emotionen zu analysieren, die Veränderbarkeit von Emotionen einzuschätzen und die Konsequenzen derselben zu verstehen. Die Beeinflussung von Emotionen erfolgt auf Basis der Ziele, des Selbstbildes und des sozialen Bewusstseins des Individuums und beinhaltet z. B. die Fähigkeiten, Gefühle zu vermeiden oder gefühlsmäßige Bewertungen zu korrigieren (Mayer, Salovey, Caruso, 2004).

## Erfassung
Mayer, Salovey und David R. Caruso haben einen Test zur Messung der „emotionalen Intelligenz“ entwickelt, welcher dem Konzept herkömmlicher Leistungstests folgt. Der MSCEIT (Mayer-Salovey-Caruso Emotional Intelligence Test; Mayer, Salovey, Caruso, 2002, zitiert nach Mayer et al., 2004) misst jeden der vier Bereiche des Modells mit je zwei Untertests, welche im Folgenden beschrieben werden:
Wahrnehmung von Emotionen:
- Emotionen in Gesichtern identifizieren
- Emotionen in Landschaften und Designs identifizieren

Nutzung von Emotionen zur Unterstützung des Denkens:
- emotionale Empfindungen mit anderen taktilen oder sensorischen Stimuli vergleichen
- Emotionen identifizieren, die bestimmte Denkaufgaben bestmöglich unterstützen

Verstehen von Emotionen:
- Wissen, unter welchen Umständen emotionale Zustände wechseln und wie ein emotionaler Zustand in einen anderen übergeht
- Mehrere Emotionen in komplexeren affektiven Zuständen identifizieren

Umgang mit Emotionen:
- Maßnahmen zur Veränderung des eigenen emotionalen Zustandes in hypothetischen Szenarien vorschlagen
- Maßnahmen zur Beeinflussung des emotionalen Zustands anderer Personen zur Zielerreichung vorschlagen

Die Testgütekriterien interne Konsistenz und diskriminante Validität des MSCEIT erwiesen sich in Untersuchungen mit 5000 Datensätzen als gut. Die interne Konsistenz ist mit .98 für den Gesamttest sehr hoch. Die Validität wurde mittels Korrelationen mit anderen Intelligenz- und Persönlichkeitstest erhoben und zeigte, dass der MSCEIT kaum Überschneidungen mit anderen Teilintelligenzen aufweist. Auch die Zusammenhänge mit den Big Five (Persönlichkeitsmerkmale) waren ausreichend gering, um die diskriminante Validität als gegeben ansehen zu können.
Die deutsche Adaption des MSCEIT wird in einer aktuellen TBS-TK Rezension kritisch bewertet. So wird beispielsweise der nicht transparente Konstruktionsprozess des Tests, fehlende Interpretationshinweise für die Testanwendung (Objektivität), unzureichende Angaben über die Normierungsstichprobe (Normierung) sowie eine nicht hinreichende Darstellung bzgl. der theoretischen Fundierung der Validitätskriterien kritisiert. Als positiv wird u. a. die zufriedenstellende Reliabilität sowie eine geringe Verfälschbarkeit gewürdigt. Insgesamt wird die deutsche Version des MSCEIT als teilweise unbefriedigend eingestuft, auf jeden Fall entsprechen die bisherigen Befunde nur teilweise den Gütekriterien psychodiagnostischer Verfahren.

## Kritik
Kritik konzentriert sich in erster Linie auf den Begriff „emotionale Intelligenz“ und auf die Frage, inwiefern er zu den traditionellen Konstrukten der Intelligenz passt und diese sinnvoll ergänzt. Inhaltlich beschreibt das Konzept dagegen höchst relevante Fähigkeiten des Menschen.
Diese werden in der Wissenschaft unter den Stichworten „Emotionsregulation“ oder „Selbstregulation“ diskutiert. Ob sich der Begriff „emotionale Intelligenz“ in der Wissenschaft durchsetzen wird, dürfte in erster Linie davon abhängig sein, inwiefern es gelingt, dieses Konzept durch entsprechende Tests zu validieren und theoretisch von anderen psychologischen Konstrukten abzugrenzen.
Einen Vorstoß in diese Richtung im deutschen Sprachraum unternahm Heiner Rindermann mit dem Fragebogen zur Messung der emotionalen Kompetenz. Dieser Test zur Operationalisierung und empirischen Überprüfung dieses Konzeptes basiert auf einer Normstichprobe von über 600 Personen und erzielt – so der Autor – zufriedenstellende Werte bei Validität und Reliabilität. Er meint ferner, der Begriff Intelligenz sollte für kognitive Fähigkeiten reserviert bleiben und nicht überdehnt werden, zumal die Korrelation zwischen emotionaler Kompetenz und (kognitiver) Intelligenz nicht hoch sei (S. 9). Bei dem Test werden vier Dimensionen emotionaler Kompetenzen erhoben, nämlich die Fähigkeiten (1) zum Erkennen eigener Gefühle, (2) zum Erkennen der Gefühle anderer, (3) zur Regulation eigener Gefühle und (4) zum Ausdruck von Gefühlen als emotionale Expressivität.
Empirische Studien zeigen, dass Menschen, die die Fähigkeit besitzen, eigene und fremde Gefühle zu steuern, im beruflichen und privaten Leben erfolgreicher sind. Sie leiden weniger häufig unter psychischen Störungen, haben bessere persönliche Beziehungen, sind zufriedener und weniger anfällig für ungünstige Gewohnheiten wie Rauchen, ungesunde Ernährung usw.
Eine Metaanalyse aus dem Jahr 2011 kam jedoch zu dem Ergebnis, dass die Vorhersagekraft von emotionaler Intelligenz für Berufserfolg auch von der Art des Messinstrumentes abhängt, mit dem emotionale Intelligenz gemessen wird. So können Leistungstests basierend auf dem Modell nach Mayer und Salovey den Berufserfolg nicht besser vorhersagen als die Kombination aus kognitiver Intelligenz und den fünf Persönlichkeitsdimensionen. Dagegen bieten Selbstberichte und aus den beiden vorgenannten Testformen gemischte Tests zusätzliche Vorhersagekraft. Weitere Forschungsergebnisse zu den Themen, die das Konzept der emotionalen Intelligenz ergänzen oder weiterführen, findet man in den Artikeln Emotionsregulation, Umsetzungskompetenz und Volition.
Die Psychologen Murphy und Sideman kritisieren den in der Populär- und Managementliteratur zirkulierenden verflachten Begriff der emotionalen Intelligenz. Sie halten das Konzept für hochgradig fad-verdächtig. Die blitzschnelle Verbreitung des Begriffs durch das Buch von Goleman und populäre Medien seit 1995 (ein Bandwagon-Effekt), geringe Evidenz durch empirische Forschung, das Fehlen einer theoretischen Weiterentwicklung und die Gläubigkeit der Anhänger des Konzepts (true believers) wecken diesen Verdacht, der sich jedoch nicht gegen die ursprüngliche Version von Salovey und Mayer (1990) richte, die stärker an klassische Theorien anschließe und entwicklungsfähig sei. Im Übrigen sei der Begriff problematisch, weil allgemeine Intelligenz und das, was unter dem Begriff der emotionalen Intelligenz gemessen wird, wenig korreliert.
Im Übrigen wäre im 19. Jahrhundert das, was heute (nach Ansicht von Ute Frevert „managementtauglich“) als emotionale Intelligenz bezeichnet wird, nicht im Rahmen von psychologischer Wissenschaft, sondern im Rahmen eines theologisch-moralischen Diskurses, in der Erziehungslehre oder in der Literatur behandelt worden. In diesem Kontext erscheint die Herzensbildung geradezu als Gegenstück zu Intelligenz, wie dies etwa in der üblichen Wendung „Verstand und Herz“ (frz. intelligence et coeur) zum Ausdruck kommt. Vergleiche als Beispiel hierfür etwa bei Marcel Proust, wo Herz im Sinne von Herzensbildung zu verstehen ist:

« Qu’est-ce que cela peut faire qu’il soit duc ou cocher s’il a de l’intelligence et du coeur? »

„Was tut es denn, ob einer Herzog oder Droschkenkutscher ist, wenn er Geist und Herzensbildung besitzt?“